# 新庄総合公園
新庄総合公園 （しんじょうそうごうこうえん）とは、和歌山県田辺市にある総合公園である。

## 概要
南紀熊野体験博の開催時には、メイン会場の一つ（もう一つは那智勝浦町）となっていた。公園内には、田辺市立美術館があり、公園周辺には和歌山県立情報交流センターBig・U（和歌山県立紀南図書館）や南和歌山医療センターがある。
- 敷地面積 - 23.0ヘクタール
- 都市計画決定 - 1985年1月24日
- 事業認可 - 1985年2月19日
- 総事業費 - 約41億円5,000万円

## 所在地
和歌山県田辺市新庄町

## 施設

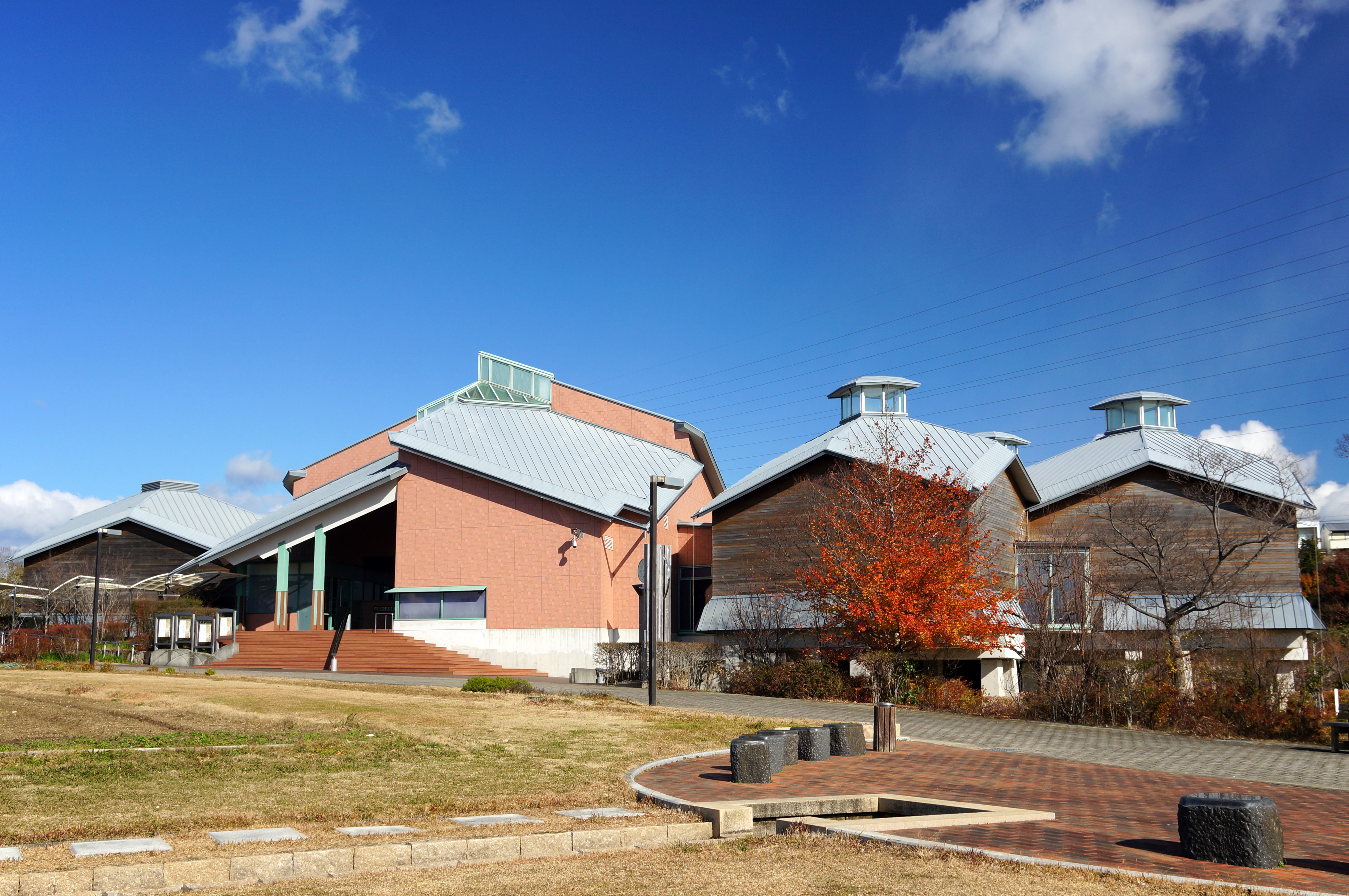
田辺市立美術館
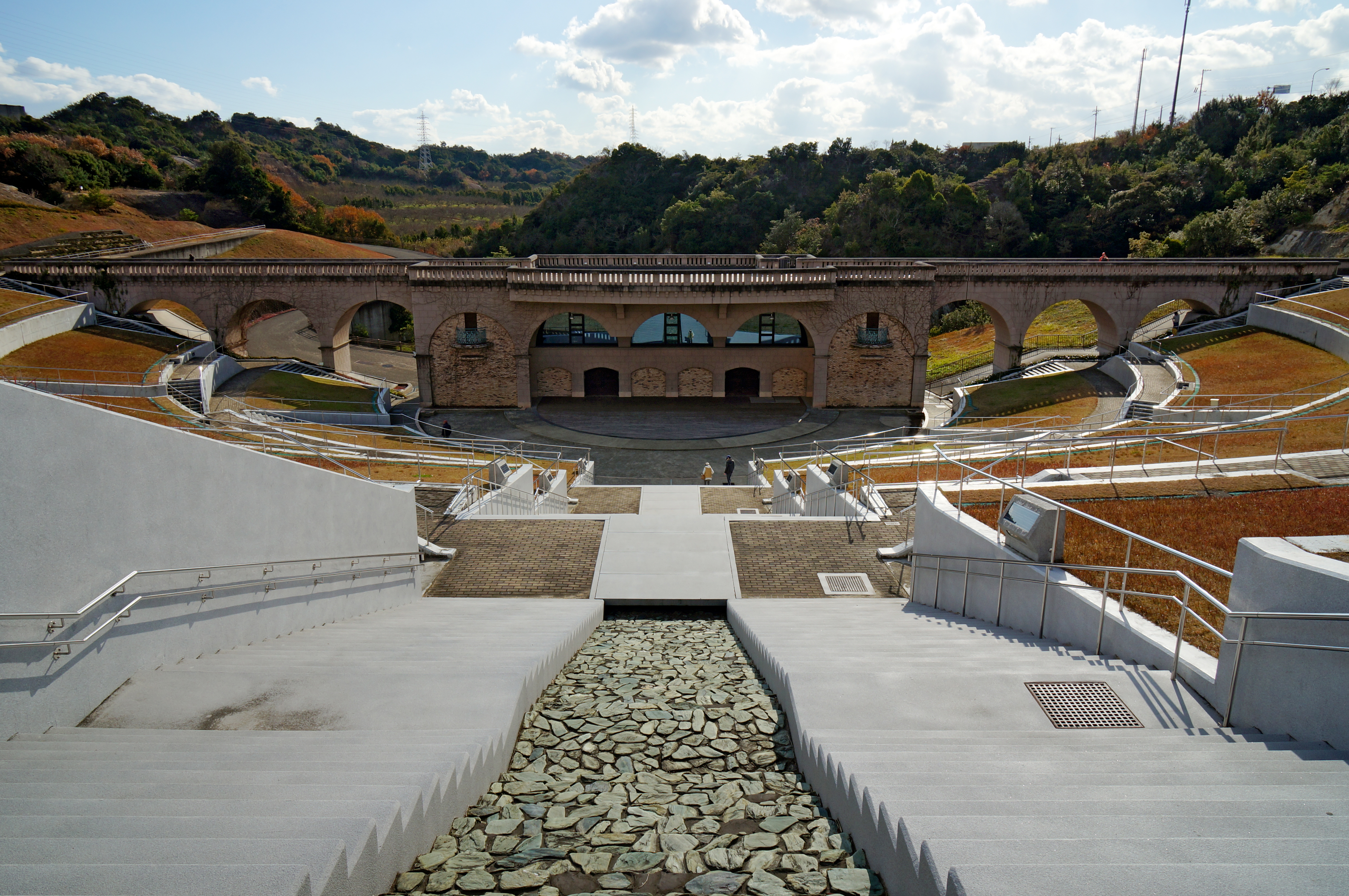
ミューズパーク・たなべ - 4500名収容の野外音楽堂。ふるさと建築景観賞、ものづくり郷土賞受賞
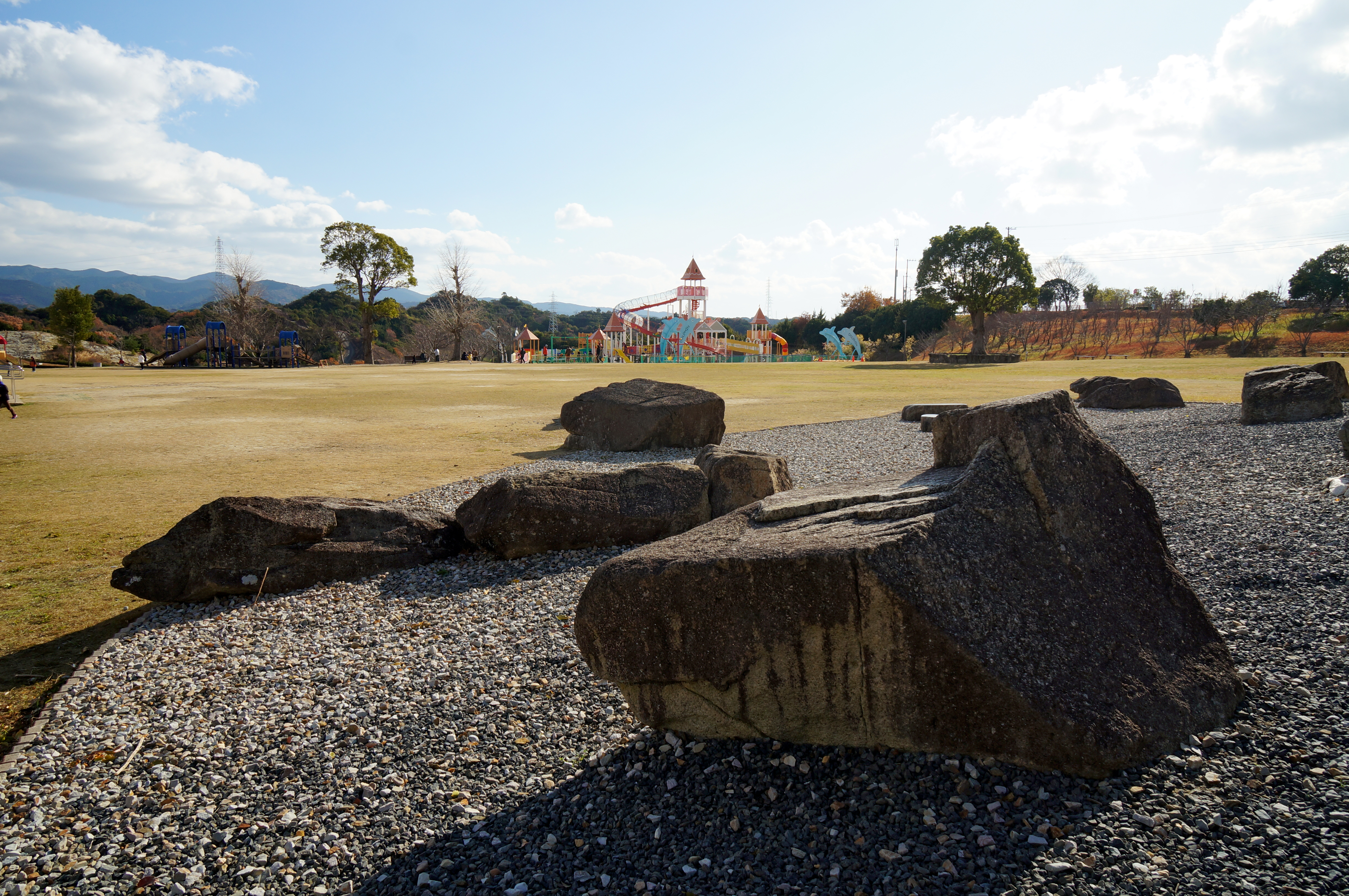
多目的広場
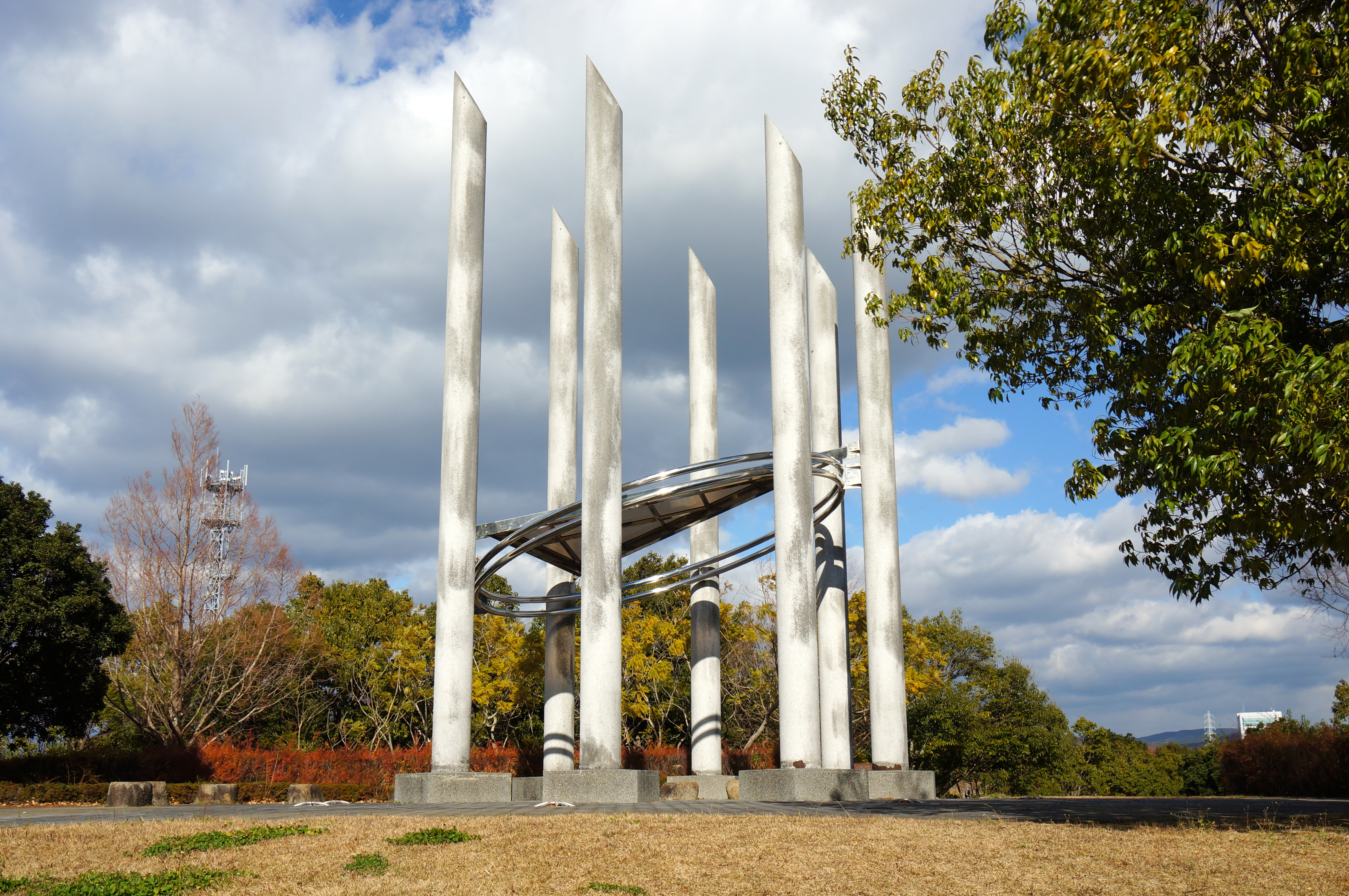
風の塔
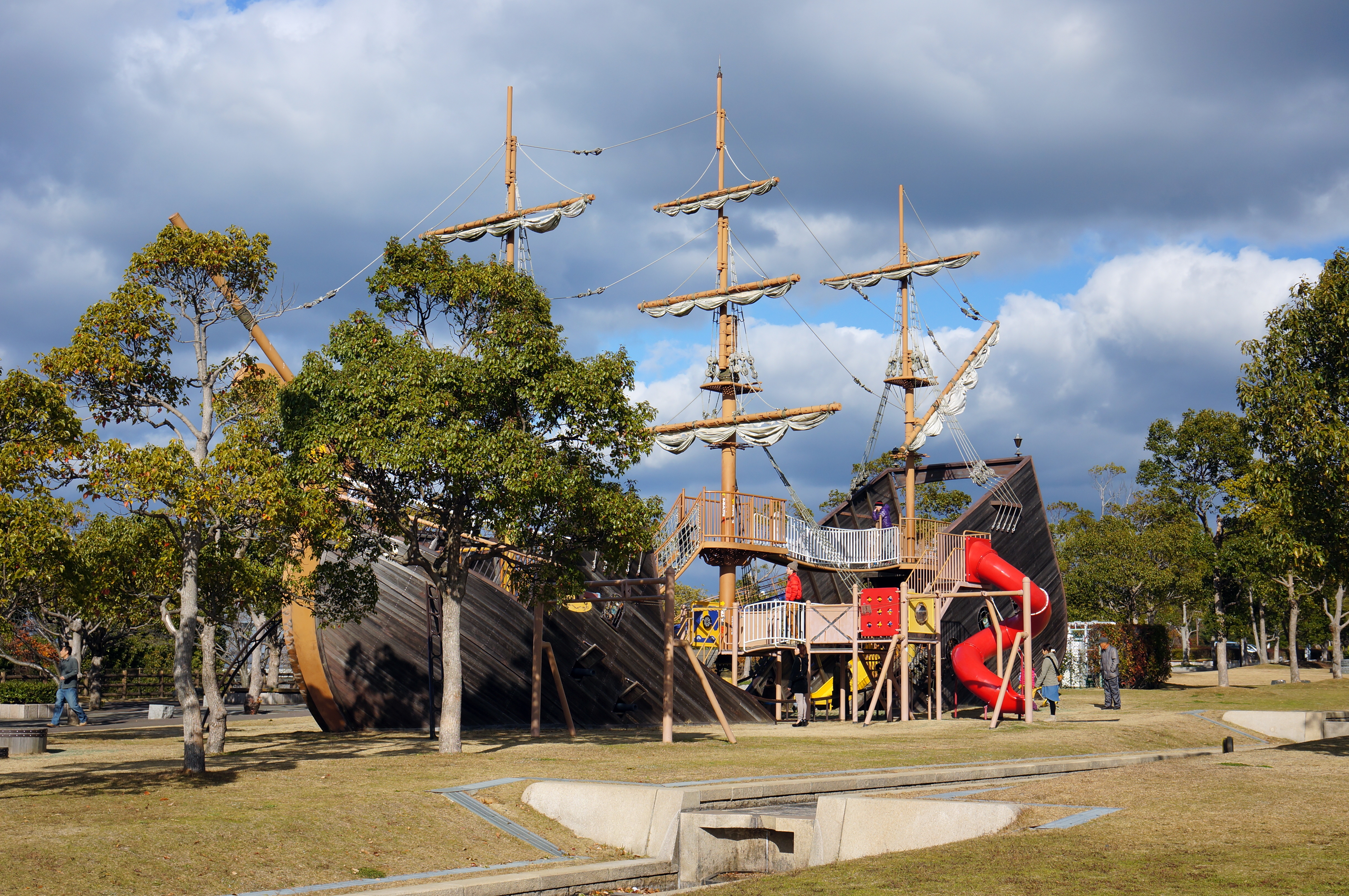
大型遊具 ゆめのふね
- 大型遊具 ゆめのみなと

- 田辺市立美術館
- ミューズパーク・たなべ
- 多目的広場
- 風の塔
- 大型遊具 ゆめのふね

## 交通アクセス
- JRきのくに線白浜駅から明光バスで10分
- JRきのくに線紀伊田辺駅から明光バスで20分

## 近隣
- 和歌山県立情報交流センターBig・U（隣接）
- 南和歌山医療センター
- 南紀白浜温泉・白良浜（バスで20分）